# Never Ending Tour 1988
Never Ending Tour 1988 es el nombre de la gira musical del músico estadounidense Bob Dylan, realizada de forma ininterrumpida desde el 7 de junio de 1988.

## Información
En el primer año de la gira Never Ending Tour, Dylan tocó un total de 71 conciertos, el menor número de eventos por año a lo largo de la gira. La gira de 1988 incluyó conciertos solo en Norteamérica, con 63 conciertos en los Estados Unidos y ocho en Canadá. Tocó en veintinueve estados de los Estados Unidos y en seis de las provincias de Canadá.

## Fechas
| #            | Fecha                    | Ciudad            | País           | Escenario                             | Entradas vendidas/disponibles | Taquilla |
| ------------ | ------------------------ | ----------------- | -------------- | ------------------------------------- | ----------------------------- | -------- |
| Norteamérica |                          |                   |                |                                       |                               |          |
| 1            | 7 de junio de 1988       | Concord           | Estados Unidos | Concord Pavilion                      | —                             | —        |
| 2            | 9 de junio de 1988       | Sacramento        | Estados Unidos | Cal Expo Amphitheatre                 | —                             | —        |
| 3            | 10 de junio de 1988      | Berkeley          | Estados Unidos | Hearst Greek Theatre                  | —                             | —        |
| 4            | 11 de junio de 1988      | Mountain View     | Estados Unidos | Shoreline Amphitheatre                | —                             | —        |
| 5            | 13 de junio de 1988      | Vernal            | Estados Unidos | Western Park Amphitheater             | —                             | —        |
| 6            | 15 de junio de 1988      | Greenwood Village | Estados Unidos | Fiddler’s Green Amphitheatre          | —                             | —        |
| 7            | 17 de junio de 1988      | St. Louis         | Estados Unidos | The Muny                              | —                             | —        |
| 8            | 18 de junio de 1988      | East Troy         | Estados Unidos | Alpine Valley Music Theatre           | —                             | —        |
| 9            | 21 de junio de 1988      | Cuyahoga Falls    | Estados Unidos | Blossom Music Center                  | —                             | —        |
| 10           | 22 de junio de 1988      | Cincinnati        | Estados Unidos | Riverbend Music Center                | —                             | —        |
| 11           | 24 de junio de 1988      | Holmdel           | Estados Unidos | PNC Bank Arts Center                  | —                             | —        |
| 12           | 25 de junio de 1988      | Holmdel           | Estados Unidos | PNC Bank Arts Center                  | —                             | —        |
| 13           | 26 de junio de 1988      | Saratoga Springs  | Estados Unidos | Saratoga Performing Arts Center       | —                             | —        |
| 14           | 28 de junio de 1988      | Hopewell          | Estados Unidos | Marvin Sands Performing Arts Center   | —                             | —        |
| 15           | 30 de junio de 1988      | Wantagh           | Estados Unidos | Jones Beach Theater                   | —                             | —        |
| 16           | 1 de julio de 1988       | Wantagh           | Estados Unidos | Jones Beach Theater                   | —                             | —        |
| 17           | 2 de julio de 1988       | Mansfield         | Estados Unidos | Comcast Center                        | —                             | —        |
| 18           | 3 de julio de 1988       | Old Orchard Beach | Estados Unidos | The Ball Park                         | —                             | —        |
| 19           | 6 de julio de 1988       | Filadelfia        | Estados Unidos | Mann Center for the Performing Arts   | —                             | —        |
| 20           | 8 de julio de 1988       | Montreal          | Canadá         | Montreal Forum                        | —                             | —        |
| 21           | 9 de julio de 1988       | Ottawa            | Canadá         | Ottawa Civic Centre                   | —                             | —        |
| 22           | 11 de julio de 1988      | Hamilton          | Canadá         | Copps Coliseum                        | —                             | —        |
| 23           | 13 de julio de 1988      | Charlevoix        | Estados Unidos | Castle Farms                          | —                             | —        |
| 24           | 14 de julio de 1988      | Hoffman Estates   | Estados Unidos | Poplar Creek Music Theater            | —                             | —        |
| 25           | 15 de julio de 1988      | Indianapolis      | Estados Unidos | Fairgrounds Coliseum                  | —                             | —        |
| 26           | 17 de julio de 1988      | Rochester         | Estados Unidos | Meadow Brook Hall                     | —                             | —        |
| 27           | 18 de julio de 1988      | Rochester         | Estados Unidos | Meadow Brook Hall                     | —                             | —        |
| 28           | 20 de julio de 1988      | Columbia          | Estados Unidos | Merriweather Post Pavilion            | —                             | —        |
| 29           | 22 de julio de 1988      | Nashville         | Estados Unidos | Starwood Amphitheatre                 | —                             | —        |
| 30           | 24 de julio de 1988      | Atlanta           | Estados Unidos | Chastain Park Amphitheater            | —                             | —        |
| 31           | 25 de julio de 1988      | Atlanta           | Estados Unidos | Chastain Park Amphitheater            | —                             | —        |
| 32           | 26 de julio de 1988      | Memphis           | Estados Unidos | Mud Island                            | —                             | —        |
| 33           | 28 de julio de 1988      | Dallas            | Estados Unidos | Coca-Cola Starplex Amphitheatre       | —                             | —        |
| 34           | 30 de julio de 1988      | Mesa              | Estados Unidos | Mesa Amphitheatre                     | —                             | —        |
| 35           | 31 de julio de 1988      | Costa Mesa        | Estados Unidos | Pacific Amphitheatre                  | —                             | —        |
| 36           | 2 de agosto de 1988      | Los Ángeles       | Estados Unidos | Greek Theatre                         | —                             | —        |
| 37           | 3 de agosto de 1988      | Los Ángeles       | Estados Unidos | Greek Theatre                         | —                             | —        |
| 38           | 4 de agosto de 1988      | Los Ángeles       | Estados Unidos | Greek Theatre                         | —                             | —        |
| 39           | 6 de agosto de 1988      | Carlsbad          | Estados Unidos | Carlsbad Caverns National Park        | —                             | —        |
| 40           | 7 de agosto de 1988      | Santa Bárbara     | Estados Unidos | Santa Barbara Bowl                    | —                             | —        |
| 41           | 19 de agosto de 1988     | Portland          | Estados Unidos | Portland Civic Auditorium             | —                             | —        |
| 42           | 20 de agosto de 1988     | George            | Estados Unidos | Champs de Brionne Music Theatre       | —                             | —        |
| 43           | 21 de agosto de 1988     | Vancouver         | Canadá         | Pacific Coliseum                      | —                             | —        |
| 44           | 23 de agosto de 1988     | Calgary           | Canadá         | Olympic Saddledome                    | —                             | —        |
| 45           | 24 de agosto de 1988     | Edmonton          | Canadá         | Northlands Coliseum                   | —                             | —        |
| 46           | 26 de agosto de 1988     | Winnipeg          | Canadá         | Winnipeg Arena                        | —                             | —        |
| 47           | 29 de agosto de 1988     | Toronto           | Canadá         | CNE Grandstand                        | —                             | —        |
| 48           | 31 de agosto de 1988     | Syracuse          | Estados Unidos | Empire Expo Center                    | —                             | —        |
| 49           | 2 de septiembre de 1988  | Middletown        | Estados Unidos | Universidad Wesleyana en Middletown   | —                             | —        |
| 50           | 3 de septiembre de 1988  | Manchester        | Estados Unidos | Riverfront Park                       | —                             | —        |
| 51           | 4 de septiembre de 1988  | Bristol           | Estados Unidos | Lake Compounce Festival Park          | —                             | —        |
| 52           | 7 de septiembre de 1988  | Essex Junction    | Estados Unidos | The Champlain Valley Expo             | —                             | —        |
| 53           | 8 de septiembre de 1988  | Binghamton        | Estados Unidos | Broome County Veterans Memorial Arena | —                             | —        |
| 54           | 10 de septiembre de 1988 | Stanhope          | Estados Unidos | Waterloo Village                      | —                             | —        |
| 55           | 11 de septiembre de 1988 | Fairfax           | Estados Unidos | Patriot Center                        | —                             | —        |
| 56           | 13 de septiembre de 1988 | Pittsburgh        | Estados Unidos | Pittsburgh Civic Arena                | —                             | —        |
| 57           | 15 de septiembre de 1988 | Chapel Hill       | Estados Unidos | Dean Smith Center                     | —                             | —        |
| 58           | 16 de septiembre de 1988 | Columbia          | Estados Unidos | Carolina Coliseum                     | —                             | —        |
| 59           | 17 de septiembre de 1988 | Charlotte         | Estados Unidos | Charlotte Coliseum                    | —                             | —        |
| 60           | 18 de septiembre de 1988 | Knoxville         | Estados Unidos | Thompson–Boling Arena                 | —                             | —        |
| 61           | 19 de septiembre de 1988 | Charlottesville   | Estados Unidos | Charlottesville University Hall       | —                             | —        |
| 62           | 22 de septiembre de 1988 | Tampa             | Estados Unidos | USF Sun Dome                          | —                             | —        |
| 63           | 23 de septiembre de 1988 | Miami             | Estados Unidos | Miami Arena                           | —                             | —        |
| 64           | 24 de septiembre de 1988 | Gainesville       | Estados Unidos | O'Connell Center                      | —                             | —        |
| 65           | 25 de septiembre de 1988 | Nueva Orleans     | Estados Unidos | Hibernia Pavilion                     | —                             | —        |
| 66           | 13 de octubre de 1988    | Upper Darby       | Estados Unidos | Tower Theater                         | —                             | —        |
| 67           | 14 de octubre de 1988    | Upper Darby       | Estados Unidos | Tower Theater                         | —                             | —        |
| 68           | 16 de octubre de 1988    | Nueva York        | Estados Unidos | Radio City Music Hall                 | —                             | —        |
| 69           | 17 de octubre de 1988    | Nueva York        | Estados Unidos | Radio City Music Hall                 | —                             | —        |
| 70           | 18 de octubre de 1988    | Nueva York        | Estados Unidos | Radio City Music Hall                 | —                             | —        |
| 71           | 19 de octubre de 1988    | Nueva York        | Estados Unidos | Radio City Music Hall                 | —                             | —        |